# Hollingstedt (Dithmarschen)
Hollingstedt település Németországban, Schleswig-Holstein tartományban. Lakosainak száma 314 fő (2023. december 31.).

## Népesség
A település népességének változása:
| Lakosok száma | 338  | 293  | 291  | 305  | 307  | 314  |
|               | 1975 | 2017 | 2019 | 2021 | 2022 | 2023 |